# Ecgberht
Ecgberht (770/775–839), psaný též jako Egbert, Ecgbert, Ecgbriht, Ecgbeorht nebo Ecbert, byl anglosaský král Wessexu v letech 802–839 a také král Kentu v letech 825–839 jako Ecgberht III. Jeho otcem byl kentský král Ealhmund.
V 80. letech 8. století byl Ecgberht donucen mercijským králem Offou a wessexským králem Beorhtrikem k odchodu do exilu ke dvoru franckého panovníka Karla Velikého, ale po Beorhtrikově smrti v roce 802 se Ecgberht vrátil a nastoupil na wessexský trůn.
Málo je známo o prvních 20 letech Ecgberhtovy vlády, ale má se za to, že dokázal udržet nezávislost Wessexu proti království Mercie, které v té době ovládalo všechna ostatní jihoanglická království. V roce 825 porazil Ecgberht mercijského krále Beornwulfa v bitvě u Ellandunu v současném hrabství Wiltshire a tím ukončil mercijskou dominanci a následně přikročil k převzetí kontroly nad královstvími v jihovýchodní Anglii, do té doby závislými na Mercii. V roce 829 porazil mercijského krále Wiglafa, vyhnal ho z Mercie a dočasně vládl Mercii přímo. Později téhož roku se Ecgberhtovi v Dore podrobil northumbrijský král. Anglosaská kronika následně označila Ecgberhta za bretwaldu neboli „širého vládce“ anglosaských zemí.
Ecgberht nebyl schopen udržet toto dominantní postavení a během roku Wiglaf znovu získal mercijský trůn. Wessex si nicméně udržel kontrolu nad královstvími Kent a Sussex a hrabstvím Surrey. Tato území obdržel Ecgberhtův syn Æthelwulf, aby zde vládl jako podkrál pod Ecgberhtem. Když král Ecgberht roku 839 zemřel, nastoupil po něm Æthelwulf. Jihovýchodní království byla nakonec po smrti Æthelwulfova syna Æthelbalda v roce 860 včleněna do království Wessex. Ecgberhtovi potomci vládli Wessexu a později celé Anglii nepřetržitě až do roku 1013.
Během celé své vlády vedl Ecgberht neustálé výboje proti Keltům v Cornwallu.
Mezi historiky panuje všeobecná shoda, že měl pocházet z rodu Cerdikovců. Jenom občas je Ecgberhtovo přihlášení se k Cerdikově dynastii zpochybňováno jako účelové, aby on, respektive jeho nástupci, více legitimizovali svůj nárok na trůn. Nicméně Ecgberhtem počíná nezpochybněná nepřerušená pokrevní linie anglických/britských králů/královen až po současnou windsorskou dynastii a jejího zatím posledního panovnika, krále Karla III.
Ecgberhtovou manželkou byla Redburga (též Rædburh), údajná příbuzná Karla Velikého. Tento údaj („sestra nebo švagrová franckého krále“) je historiky zpochybňován.

## Rodina
Historici se na Ecgberhtově původu neshodnou. Nejstarší verze Anglosaské kroniky, Parkerova kronika, začíná genealogickou předmluvou, která sleduje původ Ecgberhtova syna Æthelwulfa zpět přes Ecgberhta, Ealhmunda (považovaného za krále Ealhmunda Kentského) a jinak neznámé osoby Eafu a Eoppu až po Ingilda, bratra wessexského krále Inea, který se vzdal trůnu v roce 726. Dále pokračuje zpět k zakladateli wessexského královského rodu Cerdikovi. Ecgberhtův původ coby Ingildova potomka byl přijat anglickým historikem Frankem Stentonem (1880–1967), ale ne další genealogie zpět ke Cerdikovi. Současná anglická historička Heather Edwards z oxfordské univerzity ve svém online článku v Dictionary of National Biography o Ecgberhtovi tvrdí, že byl původu kentského a že západosaský původ mohl být „vyfabrikován“ až během jeho vlády, aby mu dodal legitimitu. Naproti tomu současný anglický historik Rory Naismith z univerzity v Cambridgi pokládá kentský původ za nepravděpodobný a za pravděpodobnější považuje, že „se Ecgberht narodil z dobrého západosaského královského rodu“.
Jméno Ecgberhtovy manželky není známo. Kronika z 15. století, nyní uložená na oxfordské univerzitě, uvádí jméno Ecgberhtovy manželky jako Redburga, která byla údajně příbuznou Karla Velikého, s níž se Ecgberht oženil, když byl vyhoštěn do Francké říše. To však akademická obec odmítá s ohledem na pozdní datum sepsání oné kroniky. Æthelwulf je jejich jediné známé dítě.
Má se za to, že Ecgberht měl nevlastní sestru Alburgu (Æthelburh), která byla později uznána za světici pro svou roli při založení benediktinského konventu Wilton Abbey v hrabství Wiltshire. Byla provdána za Wulfstana (Weohstana), ealdormana z Wiltshiru, a po jeho smrti v roce 802 se stala ve Wilton Abbey jeptiškou a abatyší.

## Politický kontext a Ecgberhtovo mládí

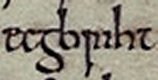
Ecgberhtovo jméno zapsané coby Ecgbriht ze záznamu k roku 827 v rukopisu „C“ Anglosaské kroniky

Mercijský král Offa, který vládl v letech 757–796, byl dominantní silou v anglosaské Anglii ve 2. polovině 8. století. Vztah mezi Offou a Cynewulfem, který byl králem Wessexu v letech 757–786, není dobře zdokumentován, zdá se ale pravděpodobné, že si Cynewulf zachoval určitou míru nezávislosti na mercijské nadvládě. Důkazy o vztahu mezi oběma králi mohou pocházet z darovacích listin, což byly dokumenty, které udělovaly půdu královým stoupencům nebo církevním představitelům a jejichž pravost ověřovali svými pečetěmi králové, kteří měli pravomoc půdu udělovat. V některých případech se král Cynewulf objevil na listině jako subregulus neboli „podkrál“, z čehož vyplývá, že měl nad sebou někoho s vyšší autoritou. Cynewulf se objevuje jako „král Západních Sasů“ na Offově listině z roku 772. Král Cynewulf byl v roce 779 Offou poražen v bitvě u Bænesingtunu, ale nic jiného nenasvědčuje tomu, že by Cynewulf nebyl svým vlastním pánem, ani není známo, že by uznal krále Offu jako svého vládce. Král Offa měl vliv na jihovýchodě Anglie – listina z roku 764 ho uvádí spolu s kentským králem Heahberhtem, což naznačuje, že Offův vliv pomohl Heahberhtovi na trůn. Rozsah Offovy kontroly nad Kentem mezi lety 765 a 776 je předmětem debaty mezi historiky, ale od roku 776 až asi do roku 784 se zdá, že kentští králové měli značnou nezávislost na Mercii.
Další Ecgberht, kentský král Ecgberht II., vládl v tomto království během 70. let 8. století. Naposledy je zmíněn v roce 779 v chartě udělující půdu u Rochesteru. V roce 784 se v Anglosaské kronice objevuje nový kentský král, a sice Ealhmund. Podle poznámky na okraji „tento král Ealhmund byl Egbertův otec [tj. otec Ecgberhta Wessexského], Egbert byl Æthelwulfův otec“. Tato teze je podpořena genealogickou předmluvou v rukopisu „A“ Anglosaské kroniky, která bez dalších podrobností uvádí jméno Ecgberhtova otce jako Ealhmund. Předmluva pravděpodobně pochází z konce 9. století. Poznámka na okraji je také v rukopisu „F“ Anglosaské kroniky, což je její kentská verze pocházející asi z roku 1100.
Nezdá se, že by se král Ealhmund udržel u moci dlouho, neboť neexistují žádné záznamy o jeho aktivitách po roce 784. Existují však rozsáhlé důkazy o Offově nadvládě nad Kentem ke konci 80. let 8. století, přičemž jeho cílem zjevně nebyla pouhá nadvláda, ale přímá anexe Kentu, takže byl popisován jako „soupeř, nikoliv suverén kentských králů“. Je možné, že mladý Ecgberht uprchl do Wessexu kolem roku 785. Tomu nasvědčuje, že Anglosaská kronika v pozdějším záznamu zmiňuje, že král Beorhtric, Cynewulfův nástupce, pomohl králi Offovi Ecgberhta vyhnat do exilu.
Král Cynewulf byl zavražděn v roce 786. O nástupnictví po něm se přihlásil Ecgberht, ale byl poražen Beorhtrikem, možná s Offovou pomocí. Anglosaská kronika zaznamenává, že Ecgberht strávil tři roky ve Francké říši, než se stal wessexským králem, byvše před tím vyhoštěn do exilu Beorhtrikem a Offou. Text uvádí „iii“ pro číslici tři, ale mohla to být chyba písaře, přičemž správný zápis by byl „xiii“, tedy třináct let. Beorhtrikova vláda trvala šestnáct let a ne třináct. Všechny dochované texty Anglosaské kroniky se shodují na „iii“, ale mnoho současných historiků předpokládá, že Ecgberht ve Francké říši strávil skutečně let třináct. To by znamenalo předpokládat, že chyba v přepisu je společná všem rukopisům Anglosaské kroniky. Mnoho historiků tento předpoklad sdílí, ale jiní ho odmítli jako nepravděpodobný vzhledem ke konzistenci zdrojů. V obou případech byl Ecgberht pravděpodobně poslán do exilu v roce 789, když se jeho rival Beorhtric oženil s Offovou dcerou.
V době, kdy byl Ecgberht v exilu, Francké říši vládl Karel Veliký, který udržoval francký vliv v Northumbrii, a je známo, že podporoval Offovy nepřátele na jihu Anglie. Dalším vyhnancem v Galii byl v této době kněz Odberht, který je téměř jistě stejná osoba jako Eadberht, který se později stal králem Kentu. Podle pozdějšího kronikáře Viléma z Malmesbury se Ecgberht naučil umění vlády během svého působení v Galii.

## Počátek Ecgberhtovy vlády
Beorhtrikova závislost na Mercii pokračovala i během vlády krále Cœnwulfa, který se dostal na mercijský trůn několik měsíců po Offově smrti. Beorhtric zemřel v roce 802 a Ecgberht nastoupil na trůn ve Wessexu, pravděpodobně s podporou císaře Karla Velikého a snad i papežského stolce. Mercijští vůči Ecgberhtovi pokračovali v nepřátelství. V den jeho nástupu na trůn zaútočilo vojsko z Hwicce pod vedením jejich ealdormana Æthelmunda. Utkal se s ním wessexský ealdorman Weohstan spolu s muži z Wiltshiru. Podle zdroje z 15. století byl Weohstan ženatý s Ecgberhtovou sestrou Alburgou, a tak byl jeho švagrem. Hwicceové byli poraženi, ačkoli Weohstan byl zabit, stejně jako Æthelmund. Více než dvacet let po této bitvě není o Ecgberhtových vztazích s Mercií zaznamenáno nic dalšího. Zdá se pravděpodobné, že král Ecgberht neměl vliv mimo hranice Wessexu, ale na druhou stranu neexistuje žádný důkaz, že by se někdy podřídil Cœnwulfově vládě. Král Cœnwulf ve skutečnosti ovládal zbytek jižní Anglie, ale v Cœnwulfových listinách se titul „vládce jižní Anglie“ nikdy neobjevuje, pravděpodobně v důsledku nezávislosti království Wessex.
V roce 815 Anglosaská kronika zaznamenává, že král Ecgberht zpustošil celé území zbývajícího britonského království Dumnonie, které autor Anglosaské kroniky nazývá Západními Velšany. Jejich území se přibližně rovnalo současnému hrabství Cornwall. O deset let později listina z 19. srpna 825 naznačuje, že král Ecgberht znovu vedl tažení do Dumnonie. Mohla souviset s bitvou u Gafulfordu zaznamenanou v Anglosaské kronice v roce 823 mezi muži z Devonu a Britony z Cornwallu.

## Bitva u Ellandunu

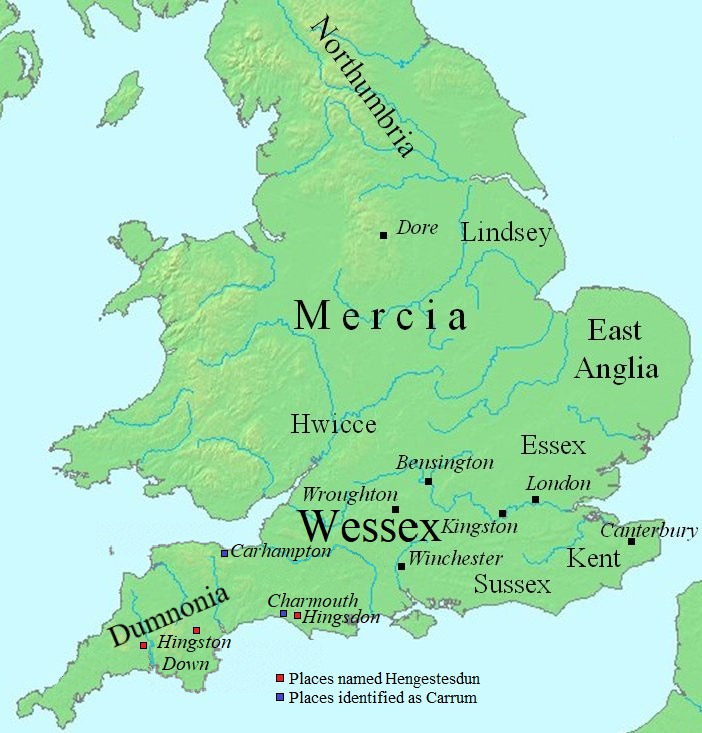
Mapa Anglie za Ecgberhtovy vlády

Rovněž v roce 825 se odehrála jedna z nejdůležitějších bitev v anglosaské historii, kdy král Ecgberht porazil mercijského krále Beornwulfa u Ellandunu – v současnosti vesnice Wroughton poblíž Swindonu. Tato bitva znamenala konec nadvlády Mercijských v jižní Anglii. Anglosaská kronika uvádí, jak král Ecgberht navázal na své vítězství: „Pak poslal svého syna Æthelwulfa z vojska a Ealhstana, svého biskupa, a Wulfhearda, svého ealdormana, do Kentu s velkým oddílem.“ Æthelwulf vyhnal kentského krále Baldreda na sever přes Temži a podle Anglosaské kroniky se pak všichni muži z Kentu, Essexu, Surrey a Sussexu podřídili Æthelwulfovi, „protože dříve byli neprávem přinuceni odvrátit se od jeho příbuzných“. To může odkazovat na Offovy zásahy v Kentu v době, kdy se Ecgberhtův otec Ealhmund stal králem. Pokud ano, poznámka kronikáře může také naznačovat, že Ealhmund měl vliv i jinde v jihovýchodní Anglii.
Z verze událostí v Anglosaské kronice se zdá, že kentský král Baldred byl vyhnán krátce po bitvě, ale pravděpodobně tomu tak nebylo. Dochoval se dokument z Kentu, který uvádí datum březen 826 jako třetí rok Beornwulfovy vlády. Díky tomu je pravděpodobné, že mercijský král Beornwulf měl k tomuto datu stále svrchovanost nad Kentem jako Baldredův pán. Proto musel být král Baldred zjevně stále u moci. Z Essexu král Ecgberht vyhnal krále Sigereda, ačkoliv datum není známo. Mohlo k tomu dojít až roku 829, protože pozdější kronikář spojuje vyhnání krále Sigereda s Ecgberhtovým tažením v tomto roce proti Mercijským.
Anglosaská kronika neříká, kdo byl agresorem v Ellandunu, ale jeden pozdější pramen tvrdí, že král Beornwulf byl téměř jistě tím, kdo zaútočil. Podle tohoto názoru mohl Beornwulf v létě roku 825 využít tažení Wessexu do Dumnonie. Beornwulfovou motivací k zahájení útoku zřejmě byla hrozba nepokojů nebo nestability na jihovýchodě Anglie, neboť dynastické spojení s Kentem učinilo z Wessexu hrozbu vůči mercijské dominanci.
Následky Ellandunu přesahovaly okamžitou ztrátu moci Mercijských na jihovýchodě Anglie. Podle Anglosaské kroniky požádali Východní Anglové o Ecgberhtovu ochranu proti Mercijským ve stejném roce 825, ačkoliv ve skutečnosti mohla být žádost podána v roce následujícím. V roce 826 král Beornwulf napadl království Východní Anglie, pravděpodobně aby obnovil svou nadvládu. Byl však zabit, stejně jako jeho nástupce král Ludeca, který Východní Anglii napadl v roce 827, evidentně ze stejného důvodu. Je možné, že Mercijští doufali v podporu Kentu. Měli důvod předpokládat, že arcibiskup z Canterbury Wulfred by mohl být nespokojený s západosaskou nadvládou, protože král Ecgberht zarazil Wulfredovi ražbu mincí a místo toho začal razit v Rochesteru a Canterbury své vlastní mince. Dále je známo, že se král Ecgberht zmocnil majetku patřícího canterburskému arcibiskupství. Výsledkem ve Východní Anglii byla katastrofa pro Mercijské, což potvrdilo západosaskou vládu na jihovýchodě Anglie.

## Porážka Mercie

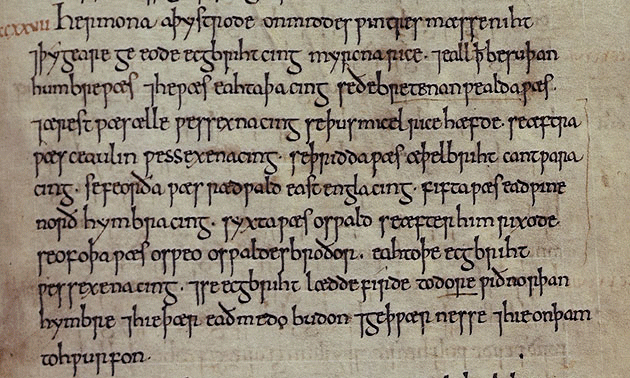
Zápis pro rok 827 v rukopisu „C“ Anglosaské kroniky, který uvádí osm bretwaldů.

V roce 829 král Ecgberht napadl Mercii a vyhnal mercijského krále Wiglafa do vyhnanství. Tímto vítězstvím získal Ecgberht kontrolu nad londýnskou mincovnou a začal razit mince coby král Mercie. Právě po tomto vítězství jej západosaský písař ve slavné pasáži Anglosaské kroniky označil jako bretwaldu, což znamená ‚širokovládce‘ nebo možná ‚britský vládce‘. Příslušná část letopisu zní v rukopisu „C“ Anglosaské kroniky:
⁊ þy geare geeode Ecgbriht cing Myrcna rice ⁊ eall þæt be suþan Humbre wæs, ⁊ he wæs eahtaþa cing se ðe Bretenanwealda wæs.
V překladu:
A ve stejném roce král Egbert dobyl království Mercie a vše, co bylo jižně od (řeky) Humber, a byl osmým králem, který byl „širokovládcem“.
Předchozích sedm bretwaldů Anglosaská kronika také jmenuje, přičemž uvádí stejných sedm jmen, která Beda Ctihodný představuje jako držitele impéria, počínaje sussexským králem Ællou a konče northumbrijským králem Oswiuem. Seznam je často považován za neúplný, neboť vynechává některé dominantní mercijské krále jako Pendu nebo Offu. Přesný význam názvu bretwalda byl hodně diskutován. Byl označován jako „termín chvalořečnické poezie“, existují však také důkazy, že v sobě zahrnoval skutečnou roli vojenského vedení.
Později v roce 829 se podle Anglosaské kroniky králi Ecgberhtovi podrobili v Dore (nyní předměstí Sheffieldu) Northumbrijci. Northumbrijským králem byl pravděpodobně Eanred. Podle pozdějšího kronikáře Rogera z Wendoveru († 1236) vtrhl král Ecgberht do Northumbrie a plenil ji, dokud se král Eanred nepodrobil: „Když Ecgberht získal všechna jižní království, vedl velkou armádu do Northumbrie, zpustošil tuto provincii nemilosrdným drancováním a přiměl krále Eanreda platit tribut.“ O Rogeru z Wendoveru je známo, že do své verze kroniky začlenil northumbrijské letopisy, Anglosaská kronika se o těchto událostech nezmiňuje. Povaha Eanredova podrobení ale byla zpochybňována. Barbara Yorkeová považuje za pravděpodobnější, že setkání v Dore představovalo vzájemné uznání suverenity.
V roce 830 vedl král Ecgberht úspěšnou expedici proti Velšanům téměř jistě se záměrem rozšířit vliv Západního Saska do velšských zemí, které byly předtím v mercijské sféře vlivu. Tato expedice znamenala vrchol Ecgberhtova vlivu.

## Úpadek Ecgberhtova vlivu po roce 829

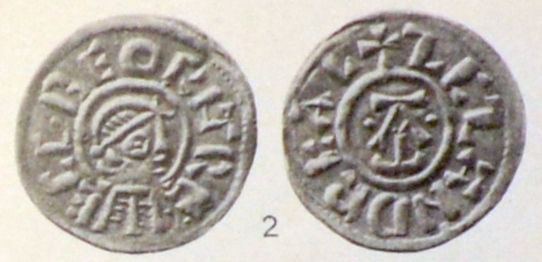
Mince krále Ecgberhta

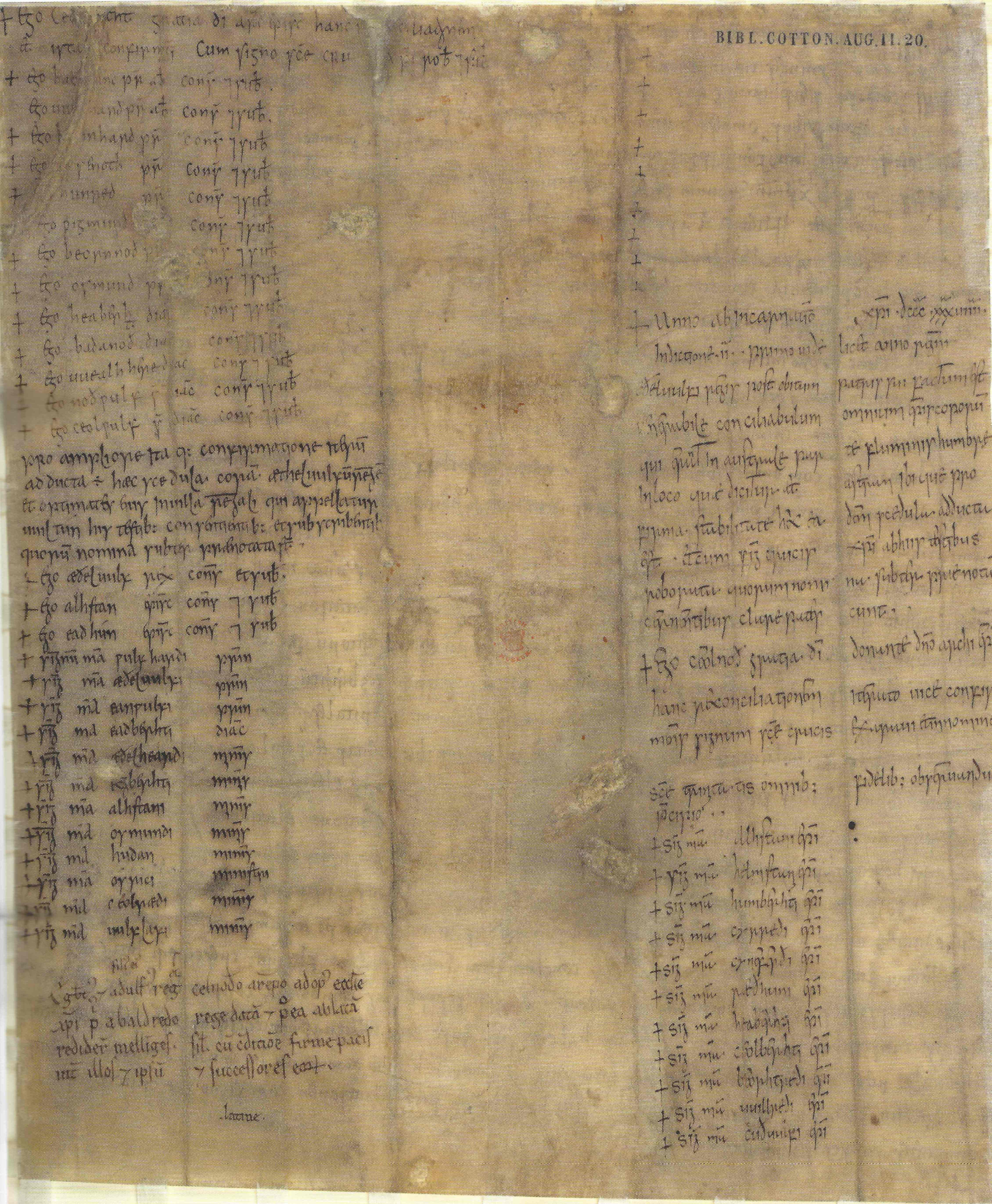
Charta S 1438, ve které si král Ecgberht a arcibiskup z Canterbury slíbili vzájemnou podporu církve a západosaské koruny na koncilu v Kingstonu v roce 838.

V roce 830 král Wiglaf znovuzískal pro Mercii svou nezávislost – Anglosaská kronika pouze říká, že Wiglaf „znovu získal království Mercie“, ale nejpravděpodobnějším vysvětlením je, že to byl výsledek vzpoury Mercijských proti vládě Wessexu.
Ecgberhtova nadvláda nad jižní Anglií skončila obnovením Wiglafovovy moci. Po Wiglafově návratu se množí důkazy jeho nezávislosti na Wessexu. Charty naznačují, že král Wiglaf vykonával svou moc nad moderními hrabstvími Middlesex a Berkshire. V chartě z roku 836 používá král Wiglaf formuli „moji biskupové, vévodové a soudci“ k popisu skupiny, která zahrnovala jedenáct biskupů z canterburské arcidiecéze včetně biskupů ze stolců na západosaském území. Je příznačné, že král Wiglaf byl stále schopen svolat takovou skupinu významných osobností. Západní Sasové, i když toho byli schopni, žádné takové koncily nepořádali. Král Wiglaf mohl také přivést království Essex zpět do mercijské sféry vlivu během let po svém opětovném získání trůnu. V království Východní Anglie razil mince král Æthelstan možná již v roce 827, ale pravděpodobněji asi až roku 830 teprve poté, co byl Ecgberhtův vliv redukován Wiglafovým návratem k moci v Mercii. Tato demonstrace nezávislosti ze strany království Východní Anglie není překvapivá, protože to byl pravděpodobně král Æthelstan, kdo porazil a usmrtil mercijské krále Beornwulfa i Ludeku.
Náhlý vzestup západosaské moci ke konci 20. let 9. století na jedné straně, tak i následující neschopnost udržet si toto dominantní postavení na straně druhé, byly zkoumány historiky hledajícími jejich skryté příčiny. Jedním věrohodným vysvětlením událostí těchto let je, že úspěchy Wessexu do jisté míry závisely na karolínské podpoře. Frankové podporovali Eardwulfa, když v roce 808 znovu získal trůn v Northumbrii, takže je pravděpodobné, že také podpořili Ecgberhtův nástup k moci v roce 802. O Velikonocích roku 839, nedlouho před svou smrtí, byl král Ecgberht v kontaktu s franckým králem Ludvíkem Pobožným, aby si zajistil bezpečný průjezd do Říma. Pokračující vztahy s Franky se tedy zdají být součástí politiky jihoanglických království během 1. poloviny 9. století.
Karolínská podpora mohla být jedním z faktorů, které pomohly Ecgberhtovi dosáhnout vojenských úspěchů z konce 20. let 9. století. Porýnské a francké obchodní sítě se však někdy ve 20. nebo 30. letech 9. století zhroutily, a navíc v únoru 830 vypuklo proti Ludvíku Pobožnému povstání— první ze série vnitřních konfliktů, které trvaly během 30. let 9. století a dále. To mohlo odvádět Ludvíkovu pozornost od podpory krále Ecgberhta. Z tohoto pohledu by ukončení franckého vlivu ponechalo království Východní Anglie, Mercie a Wessex, aby si sama našla rovnováhu moci neodkázanou na vnější oporu.
Navzdory ztrátě Ecgberhtovy dominance jeho vojenské úspěchy zásadně změnily politickou scénu anglosaské Anglie. Wessex si udržel kontrolu nad jihovýchodními královstvími, snad s výjimkou království Essex, a Mercie nezískala znovu kontrolu nad královstvím Východní Anglie. Ecgberhtova vítězství znamenala konec samostatné existence království Kent a Sussex. Dobytá území byla dočasně spravována jako vazalská království, včetně Surrey a možná i království Essex. I když byl Æthelwulf za Ecgberhta podkrálem, je jasné, že si udržoval vlastní královský dvůr, se kterým cestoval po svém království. Charty vydané v Kentu popisovaly Ecgberhta a Æthelwulfa jako „krále Západních Sasů a také lidu Kentu“. Když Æthelwulf v roce 858 zemřel, jeho závěť, ve které je Wessex ponechán jednomu synovi a jihovýchodní království synovi druhému, objasňuje, že až po roce 858 byla království plně integrována do Wessexu. Mercie však zůstávala nadále hrozbou. Ecgberhtův syn Æthelwulf, ustanovený jako král Kentu, daroval majetky katedrále Ježíše Krista v Canterbury pravděpodobně proto, aby čelil jakémukoli vlivu, který by tam Mercijští mohli mít.
Na jihozápadě Anglie byl král Ecgberht poražen v roce 836 u Carhamptonu (v současném hrabství Somerset) Dány, ale v roce 838 vyhrál bitvu proti nim a jejich spojencům Západním Velšanům u Hengestdune (současný Hingston Down v hrabství Cornwall). Královská linie Dumnonie sice pokračovala i po této době, ale právě k tomuto datu lze nezávislost jednoho z posledních britonských království považovat za ukončenou. Podrobnosti o anglosaské expanzi do Cornwallu jsou poměrně špatně zaznamenány, ale některé důkazy pocházejí z místních jmen. Řeka Ottery, která teče na východ do řeky Tamar poblíž Launcestonu, se zdá být hranicí: jižně od řeky Ottery jsou místní názvy převážně kornské, zatímco na severu jsou více ovlivněny čerstvými germánsky mluvícími přistěhovalci.

## Nástupnictví

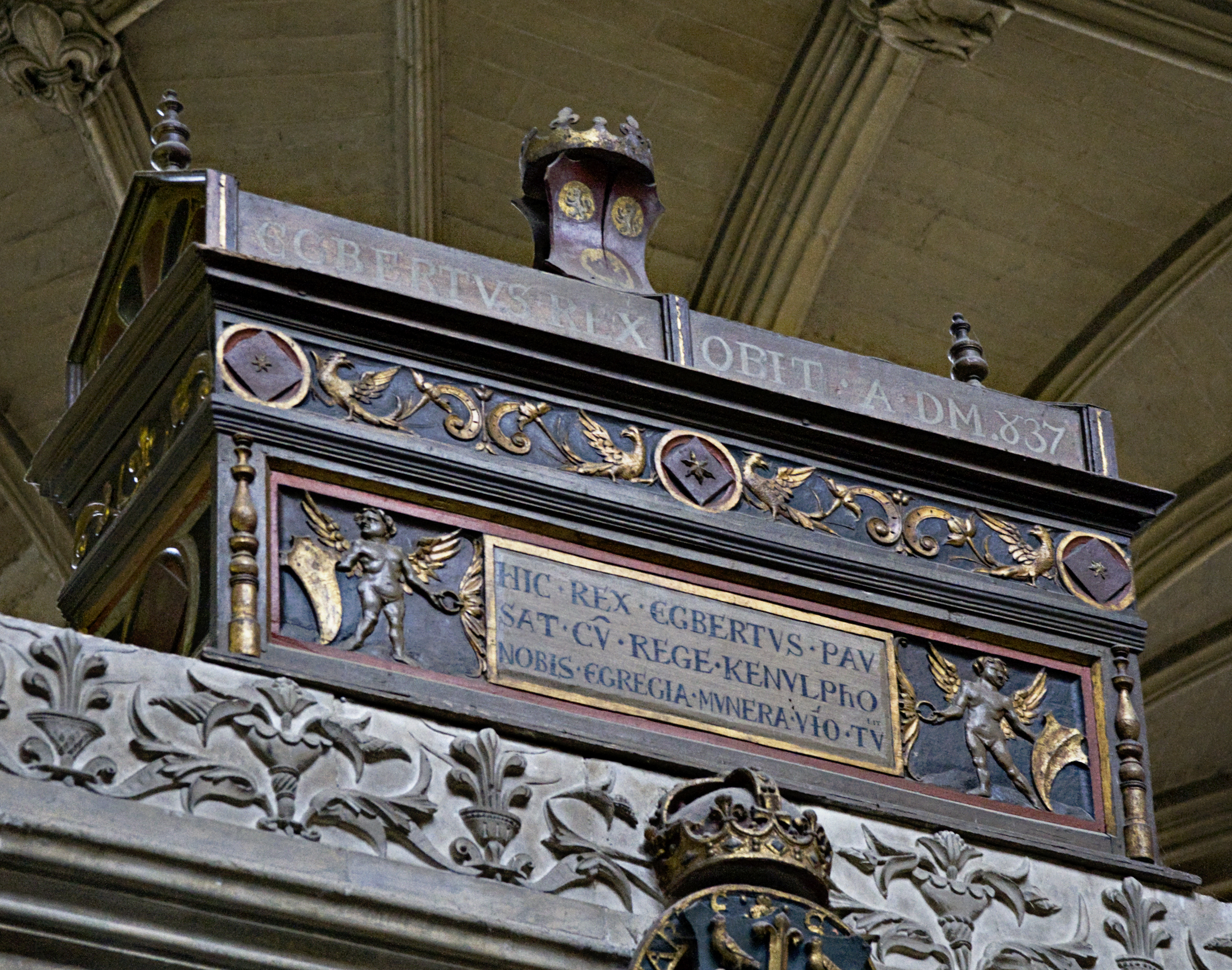
Zádušní truhla ze 16. století, jedna ze série pořízené biskupem Richardem Foxem ve Winchesterské katedrále, truhla údajně obsahuje Ecgberhtovy kosti.

Na koncilu v Kingstonu upon Thames v roce 838 udělili králové Ecgberht a Æthelwulf půdu biskupským stolcům ve Winchesteru a Canterbury výměnou za příslib podpory pro Æthelwulfův nárok na trůn. Canterburský arcibiskup Ceolnoth rovněž přijal krále Ecgberhta a Æthelwulfa coby pány a ochránce klášterů pod jeho jurisdikcí. Tyto dohody spolu s pozdější chartou, ve které král Æthelwulf potvrdil církevní privilegia, naznačují, že církev uznala Wessex coby novou politickou moc, se kterou je třeba počítat. Duchovní vysvětili krále při korunovačních ceremoniích a pomohli sepsat závěti, které určovaly králova dědice. Podpora církve byla důležitá při ustavení západosaské nadvlády a hladkého nástupnictví Ecgberhtovy pokrevní linie. Jak záznam z kingstonského koncilu, tak i další listina z téhož roku obsahují totožné formulace, a sice že podmínkou udělení grantu je, že „my sami a naši dědicové budeme mít napříště pevné a neotřesitelné přátelství arcibiskupa Ceolnothe a jeho kongregace v katedrále Ježíše Krista“.
Ačkoliv není nic známo o dalších pretendentech, je pravděpodobné, že existovali další přeživší Cerdikovi potomci, kteří mohli bojovat o královskou korunu. Král Ecgberht zemřel v roce 839 a jeho závěť, podle záznamu nalezeného v poslední vůli jeho vnuka Alfréda Velikého, přenechala půdu pouze mužským členům Ecgberhtovy rodiny, aby o statky sňatkem dcer královská rodina nepřišla. Bezpochyby jedním z důvodů Ecgberhtovy schopnosti získat podporu církevních institucí jihovýchodní Anglie bylo jeho bohatství získané výboji. Hospodárnost jeho závěti naznačuje, že pochopil důležitost osobního bohatství pro krále. O královský majestát ve Wessexu se často bojovalo mezi různými větvemi královské linie a je znamenitým Ecgberhtovým úspěchem, že dokázal zajistit Æthelwulfův hladký nástup na trůn. Navíc Æthelwulfova zkušenost s královskou mocí v podkrálovství vytvořeném Ecgberhtovými výboji v jihovýchodní Anglii byla pro něj cenná ve chvíli, kdy nastoupil na wessexský trůn.
Ve Winchesteru byl pohřben Ecgberht, stejně jako jeho syn Æthelwulf, jeho vnuk Alfred Veliký a jeho pravnuk Edward Starší. Během 9. století postupně začala ve Winchesteru urbanizace a sled pohřbů naznačuje, že Winchester byl západosaskou královskou dynastií pravděpodobně chován ve vysoké úctě.